# Henize 2-10
Henize 2-10 è una galassia nana situata nella costellazione della Bussola alla distanza di circa 51 milioni di anni luce dalla Terra.
È stata la prima galassia nana nella quale è stata identificata la presenza, al centro, di un buco nero supermassiccio di massa pari a circa un milione di masse solari.
La galassia è stata studiata dai telescopi spaziali Hubble e Chandra nelle varie bande dello spettro elettromagnetico. È presente un elevato tasso di formazione stellare evidenziato dagli ammassi stellari di colore blu. La presenza di starburst e di un buco nero supermassiccio sono aspetti analoghi alle condizioni presenti nell'Universo ai primordi.
Questa galassia non presenta al centro un bulge ricco di stelle e la presenza del buco nero supermassiccio può significare che il suo sviluppo può precedere la crescita del bulge stesso mentre, nell'ambito dell'Universo a noi vicino, questa crescita abitualmente si verifica parallelamente.